# Hoya vicencioana
Hoya vicencioana är en oleanderväxtart som beskrevs av Kloppenb., Siar, Cajano, Guevarra och Carandang. Hoya vicencioana ingår i släktet Hoya och familjen oleanderväxter. Inga underarter finns listade i Catalogue of Life.